# Alanis Morissette
Alanis Nadine Morissette (Ottawa, 1. lipnja 1974.) kanadsko-američka je pjevačica i autorica pjesama te povremeno glumica. Komercijalno je najuspješnija rock-izvođačica svih vremena.
Njezin međunarodno debitantski album Jagged Little Pill (1995.) postao je jedan od najuspješnijih albuma svih vremena, a procijenjeno je da je prodan u trideset milijuna primjeraka širom svijeta. Slijedila su još četiri studijska albuma: Supposed Former Infatuation Junkie (1998.), Under Rug Swept (2002.), So-Called Chaos (2004.) i Flavors of Entanglement (2008.). Iako nijedan nije bio uspješan kao Jagged Little Pill, Alanis se na njima razvila u uspješnu umjetnicu i glazbenicu osebujna ispovijesno-dnevničkog stila pisanja stihova.

## Rani život
Alanis Morissette rođena je u Ottawi u kanadskoj saveznoj državi Ontariju; kći je učitelja Alana i Georgine Morissette: otac je Kanađanin, a majka Mađarica. Ima starijeg brata Chada i brata blizanca Wadea. Između njezine treće i šeste godine živjeli su s roditeljima u Njemačkoj.
Morissette je već u ranoj dobi pokazivala naklonost prema pjevanju i pisanju pjesama. Kada je imala 9 godina, napisala je prvu pjesmu. Novcem sačuvanim od gostovanja u dječjoj TV emisiji "You Can't Do That on Television" Morissette je izdala indie-singl "Fate Stay With Me" s B-stranom "Find the Right Man". 
U New Yorku se prijavila na Star Search, popularno natjecanje za američke talente. Otišla je u Los Angeles kako bi se pojavila u emisiji, ali izgubila je nakon prvog kruga.

### Alanis iNow Is the Time
Godine 1990. Alanis potpisuje ugovor s MCA Records i objavljuje debitantski album – Alanis  (1991.) – s producenticom Leslie Howe. U to vrijeme Morissette se navodila jednostavno kao 'Alanis', kako bi se izbjegla moguća zabuna s kanadskim kolegom Alannah Myles. Album je dosegao dvostruku platinastu nakladu, a prvi singl, Too Hot, dosegao je Top 10 kanadskih top ljestvica. Sljedeći singlovi bili su Feel Your Love, Walk Away i Plastic.
Godine 1992. Alanis je nominirana za tri Juno Awards: Single of the Year, Best Dance Record i Most Promising Female Vocalist – ovu zadnju je i osvojila. Iste godine objavila je Now is the Time, nasljednika 'Alanis'. Namjera je bila ovim albumom odmaknuti Morissette od dance-pop zvuka koji je predstavio debitantski album, a sadržavao je singl An Emotion Away. Međutim, Now Is the Time prodao se u broju manjem od polovice prethodnog, te nakon izvršenog ugovora na dva albuma s MCA Canada, ostala je bez velikog ugovora.

### Preseljenje u Los Angeles
1993., Alanis se preselila iz rodnog grada Ottawe u Toronto. Živući sama prvi put u životu, Alanis se susrela s društvom pisaca pjesama, ali rezultati su je frustrilali. Posjet Nashvillu nekoliko mjeseci kasnije također se pokazao neplodnim.
Počela je putovati u Los Angeles i surađivati sa što je moguće više glazbenika, u nadi da će pronaći suradnika. Tijekom toga, Alanis se upoznala s producentom i piscem pjesama Glenom Ballardom.
Prema Ballardu, veza je bila trenutna, i u 30 minuta od upoznavanja, počeli su eksperimentirati različitim zvukovima u Ballardovom kućnom studiju. Unatoč naivnosti Alanis, Ballard je vjerovao da se radi o ženi mudrijoj nego što bi njene godine trebale nositi. 
Prekretnica njihovih sastanaka bila je pjesma 'Perfect', koja je napisana i snimljena za 20 minuta. Alanis je improvizirala tekst na mjestu prema Ballardovim tonovima. Verzija pjesme koja se pojavila na Jagged Little Pill je jedini pokušaj koji je ovaj par ikada snimio.
U Los Angelesu, Alanis je živjela u malom, jednosobnom stanu. Na putu u supermarket jedno poslijepodne, bila je opljačkana uz prijetnje pištoljem. Čovjek je pretresao njenu torbicu dok je drugi držao pištolj uperen u nju i natjerao je da leži licem dolje prema pločniku. Alanis je poslije otkrila da joj je jedina briga bila knjiga tekstova pjesama koje je držala u torbici. Tekstovi su, srećom, ipak ostali netaknuti. Činili su glavninu Jagged Little Pilla.
Ballard i Morissette snimali su pjesme za Jagged Little Pill doslovno dok su bile pisane. Prema Alanis, Ballard je bio prvi suradnik koji ju je ohrabrivao da izrazi emocije potpuno i bez straha ili srama. Kao rezultat, Alanis je bez zadrške dijelila sve, od svoje poletne ljubavi za životom u 'You Learn, preko tople zaluđenosti u 'Head Over Feet', do najmračnije, najbezobzirnije fantazije za osvetom u 'You Oughta Know'. Alanis je crpila inspiraciju za pjesme u potpunosti iz osobnih iskustava. Do proljeća 1995., Alanis potpisuje ugovor s Maverick Records.

### Jagged Little Pillrazdoblje (1995. – 1998.)
1995., s dvadeset i jednom godinom, Alanis je objavila prvi međunarodni album, Jagged Little Pill. S obzirom na to da su očekivanja od albuma bila izrazito mala, njen menadžer i dugogodišnji prijatelj Scott Welsh kasnije je priznao da nije očekivao da će se album prodati u više od 250,000 primjeraka. Album je debitirao na broju 118 Billboardove 200 ljestvice. 
Međutim, stvari su se brzo promijenile kada je DJ iz Los Angelesa s utjecajne radio postaje naišao na 'You Oughta Know' i počeo je puštati non-stop. Pjesma je odmah zaprimila pažnju te se video spot počeo jako često vrtjeti na MTV-u. Slušatelji su bili šokirani i oduševljeni njenim pristupom i stavovima, rijetkima za žene umjetnice u to vrijeme.
Dok je 'You Oughta Know' bio hit, skupina hit singlova koji su slijedili zapravo su poslali Jagged Little Pill na svoj fantastični uspon prema vrhu. Nakon 'Hand in My Pocket', treći singl, 'Ironic' postao je najveći hit Alanis Morissette. Doduše, primila je velike kritike zbog teksta, kada je postalo očito da se mnoge situacije koje je Alanis opisala zapravo ne mogu kategorizirati kao ironične. Irski komičar Ed Bryne je zapravo temeljio veći dio svoga stand-up komičarskog nastupa ističući nedostatak ironije u pjesmi. 'You Learn' i 'Head Over Feet', četvrti i peti singl, zadržali su Jagged Little Pill na Billboard Top 20 ljestvicama više od godinu dana.
Jagged Little Pill postigao je fenomenalan uspjeh. Prodao se u 16 milijuna primjeraka samo u Sjedinjenim Američkim Državama, a u preko 30 milijuna primjeraka širom svijeta – singlovi s albuma zauzele su mjesto među najprepoznatljivijim pjesmama desetljeća.
Morissette su neki proglašavali 'lutkom glazbene industrije'. Napadana je zbog suradnje s Glenom Ballardom, zbog njegove navodne reputacije po stvaranju imidža, iako je Alanis sama stvorila sve tekstove pjesama za Jagged Little Pill i većinu glazbe za isti, a i takva vrsta suradnje nije bila neobična za solo glazbenike u to vrijeme.
Unatoč svemu, album je nominiran za šest Grammy nagrada. Na dodjeli 1996., Alanis je izvela 'You Oughta Know', međutim bez ljutnje, ostavljajući samo prizvuk tuge i kajanja. Te večeri, Alanis je osvojila nagrade za Album of the Year, Best Female Rock Vocal Performance, Best Rock Song i Best Rock Album.
Kasnije te godine, Morissette je krenula na osamaestomjesečnu svjetsku turneju promovirajući Jagged Little Pill, počevši od malih klubova da bi završila ogromnim koncertima. Na cijelu turneju osvrnula se DVD-om Jagged Little Pill Live. 

### Supposed Former Infatuation Junkierazdoblje (1998. – 2002.)
Godine 1998. Alanis snima 'Uninvited', pjesmu kao soundtrack filma 'City of Angels'. Pjesma nikada nije službeno objavljena kao singl, ali je vrlo često emitirana na radiopostajama.
Kasnije te godine, Morissette objavljuje Supposed Former Infatuation Junkie, još jednom u suradnji s Glenom Ballardom. Obožavatelji i kritičari nisu bili spremni za ovaj novi pristup pisanju pjesama, jer je većina pjesama, uključujući 'The Couch' i 'Unsent' prkosila tradicionalnim oblicima.
Nakon objavljivanja, album se počeo prodavati iznimno dobro. Izdavač se nadao prodaji milijun primjeraka odmah po objavljivanju. Prodao se upola toliko. Bilo kako bilo, album je debitirao kao broj 1 na Billboard 200 ljestvici, obarajući rekord po broju prodanih albuma jedne žene u samo tjedan dana (469,000 primjeraka, kasnije je taj rekord oborio album Britney Spears 'Oops!... I Did It Again'). Kao nasljednik Jagged Little Pilla, Supposed Former Infatuation Junkie zadržao se znatno kraće na ljestvicama. Njegovi rječiti, osobni tekstovi odbili su mnoge obožavatelje i nakon samo 28 tjedana, sišao s Billboarda 200, s 2.6 milijuna prodanih primjeraka. Širom svijeta, ukupno se prodao u oko 7 milijuna primjeraka. Kritike su bile uglavnom pozitivne, uključujući ocjenu od četiri zvjezdice slavnog časopisa Rolling Stone. 1999., pjesma 'Uninvited' osvojila je dvije Grammy nagrade za Best Rock Song i Best Female Rock Vocal Performance. Prvi singl, 'Thank U', bio je također nominiran za Grammy u kategoriji Best Female Pop Vocal Performance. Video spot za ovu pjesmu, u kojem se Alanis pojavljuje gola, stvorio je ozračje blage kontroverzije. Te iste godine, Morissette objavljuje unplugged live (acoustic) album 'MTV Unplugged'.
1999., Alanis Morissette proširuje područje djelovanje počevši se baviti glumom. Pojavila se u ulozi Boga u filmu Kevin Smith-a 'Dogma'. Smith, koji tvrdi da je veliki obožavatelj Alanis, zamolio je nekoliko puta da sudjeluje u filmu. Morala je odbiti glavnu žensku ulogu, i u trenutku kada joj je raspored dopustio da sudjeluje u filmu, jedina slobodna uloga bila je ona Boga – bez govornih rola, tj. samo pojava na kraju filma.
Također se pojavila u hit-komediji 'Seks i Grad' (Sex and the City) te Curb Your Enthusiasm, a i igrala jednu od glavnih uloga u predstavi Eve Ensler 'Vaginini Monolozi' (The Vagina Monologues).

### Under Rug Sweptrazdoblje (2002. – 2004.)
2002., nakon četiri godine odsutnosti, Alanis Morissette objavila je treći međunarodni studijski album 'Under Rug Swept', bez primjetne odsutnosti suradnika na Jagged Little Pillu i Supposed Former Infatuation Junkie, Glena Ballarda. Prvi put, Alanis je preuzela ulogu i pisca pjesama i producenta.
Album je lansirao hit singl 'Hands Clean', dok je debitirao kao broj jedan na Billboard 200 ljestvici, s prodajom 215,000 primjeraka prvi tjedan. Under Rug Swept će eventualno doseći milijun prodanih primjeraka u Sjedinjenim Američkim državama, iako je samo pjesma 'Hands Clean' dobila značajno mjesto na radio i televizijskim postajama. Grammy nagrade zaobišle su album, ali je Alanis osvojila još jednu Juno nagradu za producenticu godine.
U prosincu 2002., Alanis objavljuje CD/DVD kombinaciju 'Feast on Scraps', u koju su uključeni nastupi uživo i osam prethodno neobjavljenih pjesama nastalih na snimanju albuma Under Rug Swept. Album je opet nominiran za Juno nagrade, kategorija Music DVD of the Year.
U studenom 2003., Alanis se pojavljuje u Broadwayskoj predstavi 'The Exonerated' u ulozi Sunny Jacobs, osuđenice na smrt oslobođene nakon što se pojavio dokaz da nije počinila zločin.

### So-Called Chaosrazdoblje (2004.)
Svibanj 2004. donosi novi album, njen četvrti međunarodni studijski, 'So-Called Chaos'. Dok Alanis nosi sve zasluge za pisanje pjesama, ovaj put koproducenti bili su Tim Thorney i John Shanks.
S prodajom u 115,000 primjeraka u prvom tjednu, debitirao je kao broj pet na Billboard 200 ljestvici uz općenito pozitivne kritike. Prvi singl, 'Everything', objavljen je u ožujku 2004. Kako bi se izbjegao cenzorski 'beep' u prvom stihu pjesme, u radio i TV verzijama pjesme riječ 'asshole' promijenjena je u 'nightmare'. Same radio i video verzije pjesme također su promijenjene izbacivanjem nekih stihova iz albumske verzije. Još dva singla, 'Out is Through' i 'Eight Easy Steps' uslijedili su uskoro ali nijedan nije dosegnuo uspjeh pjesme 'Everything', iako je dance mix 'Eight Easy Steps' u prvih 10 na US dance music charts.
U lipnju 2004, Alanis je objavila zaruke s glumcem Ryanom Reynoldsom. Glumačkoj karijeri u srpnju dodaje ulogu u Cole Porter biografskom filmu De-Lovely, u kojem je izvela pjesmu 'Let's Do It, Let's Fall in Love' i imala kratku glumačku ulogu anonimne kazališne glumice. Snimak pjesme objavljen je na soundtracku filma i na The Collection.

### Jagged Little Pill:Acoustic i The Collectionrazdoblje (2005.)
11. veljače 2005. Alanis postaje naturalizirani građanin Sjedinjenih Američkih Država još uvijek zadržavajući kanadsko državljanstvo. Sebe smatra Kanadsko-Amerikankom.
Kako bi obilježila desetgodišnjicu Jagged Little Pilla, Alanis objavljuje studijsku akustičnu verziju 13.lipnja 2005. pod nazivom 'Jagged Little Pill Acoustic'. CNN izvještava da će album biti ekskluzivno pušten u prodaju preko lanca trgovina Starbucks, a ekskluziva bi trajala šest tjedana. Taj potez izazvao je dosta kontroverze, čak su i kompanije kao HMV u Kanadi iz protesta maknule cijeli katalog Alanis Morissette iz ponude za vrijeme trajanja ekskluzive. Album se prodao u oko 310,000 primjeraka, nakon šest tjedana prodaja je normalno nastavljena u svim ostalim dućanima, s tim da su uključene stvari koje originalno nisu ponuđene u verziji za Starbucks. Alanis je popratila ovaj album dvomjesečnom turnejom u ljeto 2005., svirajući u manjim, intimnijim okruženjima.
14. listopada, Alanis objavljuje obradu Seal-ove pjesme 'Crazy' iz 1991. kao prvi singl s albuma najvećih hitova, Alanis Morissette: The Collection. Pjesma je došla na 11. poziciju Billboard Top 40 ljestvice do 5. prosinca.
The Collection je objavljen 15. studenog 2005., uslijedila je ograničeno izdanje albuma 6. prosinca. Ograničeno izdanje DVDa uključivalo je dokumentarni film s dva prethodno neobjavljena video spota za pjesme iz 1996., 'Can't Not' i 'King of Intimation' (obje s turneje 'Can't Not'). Pjesma Can't Not kasnije se pojavila u nešto drukčijoj verziji na Supposed Former Infatuation Junkie. DVD također uključuje isječak od 90 sekundi neobjavljenog video spota za pjesmu 'Joining You'.
Alanis je napisala soundtrack za film 'Kronike iz Narnije: Lav, Vještica i Ormar' (The Chronicles of Narnia: The Lion, the Witch and the Wardrobe) – 'Wunderkind'. Pjesma je nominirana za nagradu Golden Globe (Best Original Song).
U nekoliko članaka je rečeno (uključujući Alanis samu) da je novi album u izradi i očekuje se da će biti objavljen tijekom 2006. Nagađa se da će zvuk biti malo 'egzotičniji'.

## Diskografija

### Albumi
- 1991. – Alanis (objavljeno samo u Kanadi)
- 1992. – Now Is the Time (objavljeno samo u Kanadi)
- 1995. – Jagged Little Pill

# 1 – US (12 tjedana), 16x platinasta naklada (14.5 milijuna primjeraka prodano),
# 2 – Italija,
# 6 – Francuska,
# 1 – UK, 10x platinasta naklada  (ukupna prodaja: 30 milijuna)
- 1998. – Supposed Former Infatuation Junkie

# 1 – US (2 tjedna), 3x platinasta naklada (2.6 milijuna primjeraka prodano),
# 1 – Italija,
# 5 – Francuska,
# 3 – UK, platinasta naklada (ukupna prodaja: 7 milijuna)
- 1999. – MTV Unplugged

# 63 – US, zlatna naklada (630,000 primjeraka prodano),
# 6 – Italija (ukupna prodaja: 3 milijuna)
- 2002. – Under Rug Swept

# 1 – US (1 tjedan), platinasta naklada (1.0 milijun prodanih primjeraka),
# 1 – Italija,
# 2 – Francuska,
# 2 – UK, zlatna naklada (ukupna prodaja: 4 milijuna)
- 2002. – Feast on Scraps, (CD/DVD komplet) (73,000 primjeraka prodano u US)
- 2004. – So-Called Chaos

# 5 – US, zlatna naklada (456,000 primjeraka prodano),
# 5 – Francuska,
# 4 – Italija,
# 8 – UK, srebrna naklada (ukupna prodaja: 2 milijuna)
- 2005. – Jagged Little Pill Acoustic, (izdano za Starbucks lanac 13. lipnja, za ostale 26. srpnja),

# 50 – US (308,000 primjeraka prodano),
# 8 – Francuska
- 2005. – Alanis Morissette: The Collection

# 51 – US (127,413 primjeraka prodano),
# 16 – Italija,
# 44 – UK,
# 18 – Njemačka,
# 9 – Švicarska,
# 49 – Nizozemska,
# 41 – Irska
- 2008. – Flavors of Entanglement
- 2012. – Havoc and Bright Lights
- 2020. – Such Pretty Forks in the Road

### Singlovi
- Jagged Little Pill:
  - "You Oughta Know" (#1 US Modern Rock Tracks, #22 UK, #4 Australija, 1# Brazil)
  - "Hand in My Pocket" (#1 US Modern Rock Tracks, #26 UK, #12 Australija, 1# Brazil)
  - "You Learn" (#6 US, #24 UK, #20 Australija, 1# Brazil)
  - "Ironic" (#2 US, #11 UK, #8 Njemačka, #3 Australija, #1 Latvija, #1 Brazil, #1 Španjolska)
  - "Head over Feet" (#1 US Top 40 Mainstream, #7 UK, #73 Njemačka, #12 Australija, 1# Brazil, #6 Španjolska)
  - "All I Really Want" (#59 UK, #38 Australija, #33 Španjolska)
- Supposed Former Infatuation Junkie:
  - "Thank U" (#17 US, #1 US Modern Rock Tracks, #5 UK, #19 Njemačka, #13 Australija, #1 Kanada, #6 Italija, #16 Latvija, #1 Brazil, #1 Španjolska)
  - "Joining You" (#16 US Modern Rock Tracks, #28 UK, #28 Njemačka)
  - "Unsent" (#23 US)
  - "So Pure" (20 US, #38 UK, #12 Brazil)
- MTV Unplugged:
  - "That I Would Be Good" (#21 Latvia)
  - "King of Pain" (#1 Brazil)
- Under Rug Swept:
  - "Hands Clean" (#3 US, #12 UK, #18 Njemačka, #8 Australija, #1 Kanada, #3 Italija, #4 Latvija, #1 Brazil, #5 Španjolska)
  - "Precious Illusions" (#23 US, #53 UK, #77 Njemačka, #36 Australija, #4 Kanada, #8 Brazil, #23 Španjolska)
- So-Called Chaos:
  - "Everything" (#24 US, #22 UK, #29 Njemačka, #11 Australija, #3 Kanada, #3 Italija, #2 Indija, #3 Kanada, #14 Čile, #19 Nizozemska, #3 Portugal, #20 Španjolska)
  - "Out Is Through" (#56 UK, #75 Njemačka, #37 Nizozemska, #32 Španjolska)
  - "Eight Easy Steps" (#3 US Hot Dance Singles Sales)
- Alanis Morissette: The Collection:
  - "Crazy" (James Michael Mix) (#65 UK, #3 Italija, #9 US Billboard Adult Top 40, #12 Španjolska, #6 Finska, #1 Izrael, #20 Austrija, #38 Njemačka, #13 Latvija, #6 Tajvan, #19 Brazil)

### Promos
- "Hand in My Pocket (acoustic)" (promo s Jagged Little Pill Acoustic) (2005.) #7 Španjolska
- "Simple Together" (promo samo za Europu s Feast on Scraps) (2002.)
- "Uninvited" (promo, 1998.) #1 US Top 40 Mainstream, #1 Brazil

### Gostovanja
- "Uninvited" (City of Angels soundtrack, 1998.)
- "Still" (Dogma soundtrack, 1999.)
- "Mercy," "Hope," "Innocence," i "Faith" (The Prayer Cycle kompilacija, 1999.)
- "Let's Do It (Let's Fall in Love)" ( De-Lovely soundtrack, 2004.)
- "Wunderkind" (The Chronicles of Narnia: The Lion, the Witch and the Wardrobe soundtrack, 2005.)

### Pozornica, film i televizija
- You Can't Do That on Television (1986.)
- Dogma (1999)
- The Vagina Monologues (1999.)
- Sex and the City, Dawn (epizoda "Boy, Girl, Boy, Girl", 1999.)
- Jay and Silent Bob Strike Back, That Woman (God) (2001.)
- Curb Your Enthusiasm, (epizoda "The Terrorist Attack", 2002.)
- Nip/Tuck, Poppy 2023-2010
- The Exonerated, Sunny Jacobs (2003.)
- De-Lovely, (2004.)
- American Dreams, (epizoda "What Dreams May Come", 2004.)
- Degrassi: The Next Generation, ravnateljica (epizoda "Goin' Down the Road: Part 1", 2005.)

### Videografija
- Jagged Little Pill, Live (1997.)
- Live in the Navajo Nation (2002.)
- Feast on Scraps (2002.)
- VH1 Storytellers (2005.)
- Global Warming: The Signs and The Science (2005.)

## Vanjske poveznice
- Alanis Morissette u internetskoj bazi filmova IMDb-u (engl.)
- Official website
- Definitely Alanis Morissette Lots of info, lyrics, pictures, articles etc
- Canada's Walk of Fame: Alanis Morissette
- AlanisMorissette.info Alanis Morissette message boards
- Alanis Utopia Alanis Morissette discussion forums
- Alanis Morissette on AskMen.com